# Un certo giorno
Un certo giorno (Un dia determinat) és una pel·lícula de 1969 dirigida per Ermanno Olmi.
És la pel·lícula que millor mostra la convicció del director que la civilització moderna té una influència destructiva davant el sentit de responsabilitat de les persones i comporta una pèrdua de valors morals.

## Argument
Bruno, publicitari de carrera, millora la seva situació professional en ocupar el lloc de feina d'un executiu que es jubila de manera anticipada per motius de salut. L'agitada feina a causa del llançament d'un nou producte i una relació extramatrimonial amb una empleada molt més jove que ell el porten a descuidar la seva família i els seus éssers estimats.
Un dia, durant un trasllat laboral, colpeja un treballador que, per circumstàncies desafortunades, després mor. La seva vida es capgira bruscament i Bruno es pot aturar i iniciar una etapa de reflexió.